# Baby Boom (película)
Baby Boom (Baby, tú vales mucho en España y ¿Quién llamó a la cigüeña? en Hispanoamérica) es una película de comedia de 1987 dirigida por Charles Shyer y protagonizada por Diane Keaton, Sam Shepard y Harold Ramis.

## Argumento
J. C. Wiatt es una exitosa mujer de negocios de Nueva York. Es conocida comúnmente como la "dama de tigre", que cree tenerlo todo bajo control. Todo cambia cuando recibe la noticia de una herencia de un familiar de otro país. Al principio ella piensa, que se trata de dinero, pero en realidad la herencia es una preciosa niña de 14 meses proveniente de unos parientes lejanos que han fallecido. Ni a J.C. ni a su novio les gusta la idea de un tener un bebé con ellos y él la abandona.
En la vida de J.C. se produce entonces un caos absoluto, por lo que ésta baraja la posibilidad de poner a la niña en adopción y la lleva a conocer a una familia dispuesta a quedarse con ella. Cuando se está yendo de la casa, oye el llanto del bebé y tiene que volver. El bebé está demasiado apegado a ella y ahora es J.C. quien no quiere dejarla ir porque descubre que se ha encariñado con la pequeña.
Todo ello pone en peligro el prestigio profesional de J.C., que puede llegar a ser despedida. Aunque ahora ella está más preocupada por una vieja cabaña situada en Vermont que por su trabajo, ya que desea salir de la vida de Nueva York. Cuando llega, se da cuenta de que la casa necesita más ayuda de la que se pensaba.

## Reparto
| Actor            | Personaje             |
| ---------------- | --------------------- |
| Diane Keaton     | J. C. Wiatt           |
| Sam Shepard      | Dr. Jeff Cooper       |
| Harold Ramis     | Steven Buchner        |
| Kristina Kennedy | Elizabeth Wiatt       |
| Michelle Kennedy | Elizabeth Wiatt       |
| Sam Wanamaker    | Fritz Curtis          |
| James Spader     | Ken Arrenberg         |
| Pat Hingle       | Hughes Larrabee       |
| Britt Leach      | Verne Boone           |
| Chris Noth       | Marido Yuppie         |
| Beverly Todd     | Ann Bowen             |
| Paxton Whitehead | Instructor del Centro |

## Producción
United Artists deseaba producir más películas de alto concepto pero fiscalmente responsables. Por ello, cuando Nancy Meyers y Charles Shyer terminaron de hacer el guion de la película después de trabajar un año en él y quisieron venderlo a los copresidentes de la empresa, Lee Rich y Tony Thomopoulos, lo compraron después de sólo negociar tres días.
El rodaje de la película empezó el 5 de noviembre de 1986 y terminó el 17 de febrero de 1987. Se filmó para ello en Nueva York, en el estado de Nueva York; en Los Ángeles, en el estado de California; en Peru, en el estado de Vermont, y en Manchester, también en el estado de Vermont.

## Recepción
Hoy en día la película ha sido valorada en portales cinematográficos y por críticos profesionales. En IMDb, con aproximadamente 19 000 votos registrados, el filme obtiene una media ponderada de 6,3 sobre 10. En cuanto a Rotten Tomatoes, los más de 25 000 votos registrados en el portal dieron a la producción cinematográfica una valoración media de 3,6 de 5, mientras que los 46 críticos profesionales registrados allí le dan una valoración media de 6 de 10. También cabe destacar, que en La Vanguardia el 64 % de los usuarios registrados allí le dieron una valoración positiva.